# 金杉橋
金杉橋（かなすぎばし）は、東京都港区に存在する橋。古川（渋谷川の下流部）に架かる。

## 国道橋
芝1丁目と浜松町2丁目にかけて古川に架かる国道15号の橋。2018年現在の橋は、1971年に架替えられたもので全長19m、幅員42m、単純活荷重合成プレートガーダー橋。橋の下は、付近で営業を行う屋形船の係留場所となっており、一面に様々な船が浮かぶ光景が見られる。

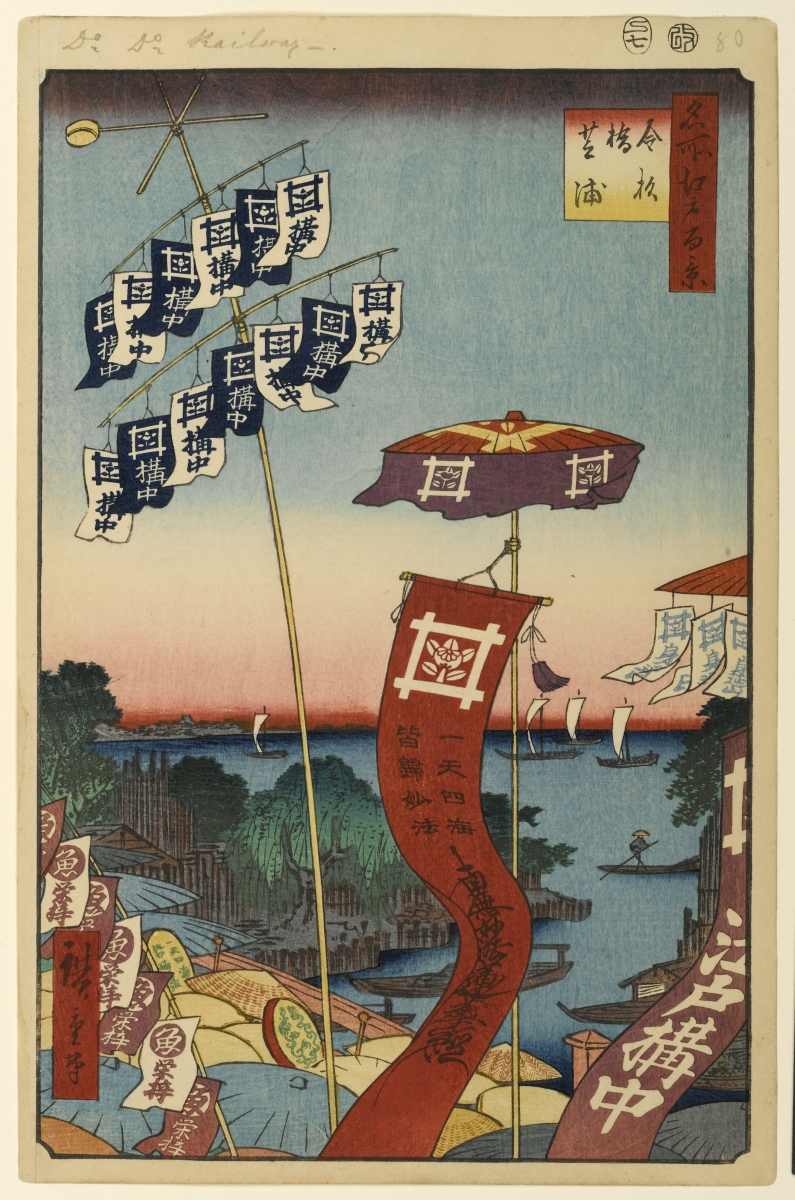
歌川広重

江戸時代に東海道の公儀橋として架橋されており、近くにあったセンダンの木が光って見えるようであったことから名づけられた。日本橋からは4km（一里）の距離があり、街道を行き交う旅人の目安にもなっていた。当時は、橋の下流はすぐ河口であり、安藤広重「名所江戸百景」の一枚「金杉橋芝浦」では、橋を渡る池上本門寺帰りの参拝者一行と江戸湾の風景が描かれている。
昭和時代には、橋上に都電金杉線が走っており、橋の南側に金杉橋停留所が存在した。1967年に路線が廃止された後は、都営バス（都営バス渋谷営業所 都06系統 渋谷駅-新橋駅）の金杉橋停留所が設けられて現在に至る。

## 鉄道橋
浜松町駅-田町駅間の東海道本線、東海道新幹線の橋に金杉橋の名が付けられている。
三連橋脚間74.2mの間に山手線（内回り・外回り）、京浜東北線（北行・南行）、旧東海道貨物線と合わせて軌道が渡され、山手線・京浜東北線・東海道本線は桁橋（いわゆるガーター橋）だが、増設された新幹線部分は溝渠構造で底部に支柱を打設している。なお、東海道貨物線のレールは区間廃線に伴い撤去されている。
また、古川の金杉橋とは別に、港区芝浦で国道130号を渡る山手線・京浜東北線・東海道本線・東海道新幹線・東海道貨物線の鉄道橋にも「金杉橋梁」の名称が付けられている（北緯35度38分55.82秒 東経139度45分14.43秒 / 北緯35.6488389度 東経139.7540083度）。現在は道路だが、架橋された当時は芝浦運河に注ぐ小河川であったため、現在でも架道橋扱いはされていない。